# Perroy, Nièvre
Perroy är en kommun i departementet Nièvre i regionen Bourgogne-Franche-Comté i de centrala delarna av Frankrike. Kommunen ligger i kantonen Donzy som tillhör arrondissementet Cosne-Cours-sur-Loire. År 2022 hade Perroy 148 invånare.

## Befolkningsutveckling
Antalet invånare i kommunen Perroy
| Referens: INSEE |